# Oxidierte Stärke
Oxidierte Stärken sind Derivate der Stärke. Diese modifizierte Stärke zählt zu den Lebensmittelzusatzstoffen und ist in der Europäischen Union als E 1404 zugelassen.

## Herstellung
In einer Oxidation entsteht aus natürlicher Stärke aus beispielsweise Weizen, Mais oder Kartoffeln oxidierte Stärke. Dabei werden primäre oder sekundäre Hydroxy-Gruppen des Stärkemoleküls in Aldehyd- oder Carboxy-Gruppen überführt. Als Oxidationsmittel dienen dabei Natriumhypochlorit und Periodat.

## Eigenschaften
Oxidierte Stärke bindet Wasser schon bei niedrigeren Temperaturen und bildet zähflüssige Massen. So kommt es bei der Oxidation mit Hypochlorit zur Bildung von kolloidalen Lösungen mit verminderter Viskosität sowie Pasten und Kleister mit hoher Klebefähigkeit.

## Verwendung
Die oxidierte Stärke dient als Verdickungsmittel für Mayonnaisen und Saucen sowie Dressings. Sie wird zudem als Füllstoff und Trägerstoff eingesetzt. Dabei wird die oxidierte Stärke häufig nur als modifizierte Stärke deklariert. Aufgrund einer Empfindlichkeit gegenüber Calcium-Ionen kann sie Milchprodukten nicht zugesetzt werden. In der Papier-, Textil- und Waschmittelindustrie wird sie für Leim- und Klebstoff verwendet.

## Rechtliche Situation

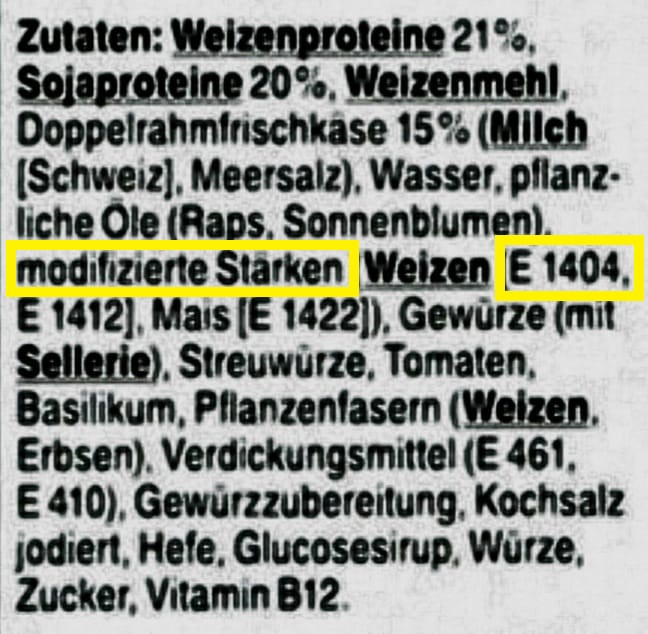
E 1404 in der Zutatatenliste eines Lebensmittels

In der Europäischen Union sind die Lebensmittelzusatzstoffe gemäß Anhang II der Verordnung (EG) Nr. 1333/2008 (Stand August 2021) sowie in der Schweiz, gemäß der Zusatzstoffverordnung (ZuV) (Stand: Juli 2020) aufgelistet. Die mithilfe von Natriumhypochlorit hergestellte oxidierte Stärke ist bis auf die Ausnahme von bestimmten Lebensmitteln noch für Lebensmittelzusatzstoffe zugelassen.

## Gesundheitliche Risiken
Da oxidierte Stärke wie natürliche Stärke verdaut wird, gilt sie als gesundheitlich unbedenklich. Es existiert keine Angabe für die erlaubte Tagesdosis. In Säuglingsnahrung und Kleinkindnahrung gibt es jedoch eine Höchstmengenbeschränkung von höchstens 50 Gramm oxidierter Stärke pro Kilogramm Lebensmittel.